# 天野貞有
天野 貞有（あまの さだあり）は、戦国時代の武将。松平氏の家臣。

## 略歴
三河天野氏の一族で額田郡板田の住人で、後に安祥に住んだ。父の康弘は岡崎城主・松平清康に仕え、石川清兼・青木重家・酒井正親・酒井忠次とともに奉行衆を務めた。貞有もまた清康に仕え、内藤義清・石川忠輔・植村氏義・林忠満とともに岡崎五人衆と称されたという。次の松平広忠の代には代官を務めるなど内政に関与し、三河国内に14郷を与えられた。天文11年（1542年）広忠の嫡男・竹千代（徳川家康）が生まれると、妻がその乳母となっている。家康の代には永禄6年（1563年）三河一向一揆の平定戦で、勝鬘寺勢との戦いに武功があった。
なお発給文書上から見られる16世紀前半の天野清右衛門家は、永正15年（1518年）の忠末、天文5年（1536年）の忠親、同24年（1555年）の康親であり、『寛政重修諸家譜』に見られる政則―康弘―貞有や、『士林泝洄』に見られる利貞―貞親―貞有の名は見られない。